# Ichriek
Ichriek (ros. Ихрек) – wieś w Rosji, w Dagestanie, w rejonie rutulskim. W 2021 liczyła 1475 mieszkańców, głównie Rutulów.